# Abu Ishaq Ibrahim di Ghazna
Abu Ishaq Ibrahim anche noto come Ishaq ibn Alp-Tegin (... – Ghazna, 12 novembre 966) è stato un funzionario turco.

## Biografia
È stato un ufficiale turco, successe al padre Alp Tigin nella carica di governatore di Ghazna per conto della dinastia dei Samanidi dal settembre 963 al novembre 966. Tuttavia, poco dopo essere succeduto al padre, perdette il suo titolo dopo un'invasione del suo territorio da parte di un esercito guidato dal precedente governatore Abu Bakr Lawik. Grazie all'appoggio dei Samanidi riuscì a riconquistare il governatorato e dopo la sua morte il suo titolo venne ereditato da uno schiavo di suo padre, il comandante turco Bilgetegin.